# Liste des châteaux de la Vienne
La liste des châteaux de la Vienne recense de manière non exhaustive les châteaux (de défense ou d'agrément), maisons fortes, mottes castrales, situés dans le département français de la Vienne, ancienne province du Poitou.

## Liste
| Icône            | Signification    | Abréviations             | Abréviations                  | Abréviations             | Abréviations           |
| ---------------- | ---------------- | ------------------------ | ----------------------------- | ------------------------ | ---------------------- |
| Château fort     | Château fort     | = Bastide                | = Ferme fortifiée             | = Maison forte           | = (Néo-)Palladianisme  |
| Renaissance      | Renaissance      | = Château gascon         | = Folie (montpelliéraine)     | = Manoir, Gentilhommière | = Résidence épiscopale |
| Domaine viticole | Domaine viticole | = Classicisme, classique | = Forteresse, fort(ification) | = Maison (noble)         | = Style Beaux-Arts     |
| Palais           | Palais           | = Commanderie            | = Gothique (flamboyant)       | = Néo-baroque            | = Style Second Empire  |
| Ruine ou disparu | Ruine, disparu   | = Château pinardier      | = Hôtel particulier           | = Néo-classique          | = Style italianisant   |
|                  |                  | = Demeure seigneuriale   | ... = Style Louis XII...XVI   | = Néo-gothique           | = Style troubadour     |
|                  |                  | = Éclectisme             | = Logis (seigneurial)         | = Néo-Renaissance        | = Villa (de Nice)      |
| Baroque, rococo  | Baroque, rococo  | = Édifice religieux      | = Motte castrale/féodale      | = Pavillon de chasse     | = Styles du XXe siècle |

| Type                                                          | Château                                             | Commune                            | Protection | Notes                                                                   | Coordonnées                 | Illustration |
| ------------------------------------------------------------- | --------------------------------------------------- | ---------------------------------- | --- | ----------------------------------------------------------------------- | --------------------------- | ------------ |
| Renaissance · Classicisme, classique                          | Château d'Abin                                      | Saint-Genest-d'Ambière             | Inscrit MH (2004) · Notice no PA86000024 | XVe et XVIIe siècles                                                    | 46° 49′ 37″ N, 0° 20′ 29″ E |              |
| Classicisme, classique                                        | Château de L'Angellerie                             | Queaux                             | Notice no IA00047338 | XVIe et XIXe siècles                                                    | 46° 20′ 05″ N, 0° 40′ 25″ E |              |
| Château fort · Ruine ou disparu                               | Château d'Angles-sur-l'Anglin                       | Angles-sur-l'Anglin                | Classé MH (1926) · Notice no PA00105324 · Notice no IA00045639 | XIe et XIIe siècles, XVe siècle                                         | 46° 41′ 39″ N, 0° 52′ 59″ E |              |
| Classicisme, classique                                        | Château d'Angliers                                  | Angliers                           | Inscrit MH (2017) · Notice no PA86000055 | XVIIIe siècle                                                           | 46° 56′ 41″ N, 0° 07′ 03″ E |              |
| Classicisme, classique                                        | Château de l'Audonnière                             | Saint-Maurice-la-Clouère           | | XVIIIe siècle                                                           | 46° 22′ 42″ N, 0° 25′ 10″ E |              |
| Néo-classique                                                 | Château de la Bannerie                              | Saint-Martin-la-Pallu (Cheneché)   | Notice no IA00044345 | XIXe siècle                                                             | 46° 44′ 53″ N, 0° 15′ 26″ E |              |
| Château fort · Classicisme, classique                         | Château de La Barbelinière                          | Thuré                              | Notice no IA86000556 | XVe et XVIIe siècles, XVIIIe et XIXe siècles                            | 46° 50′ 13″ N, 0° 26′ 42″ E |              |
| Château fort · Résidence épiscopale · Ruine ou disparu        | Château baronnial (Château des évêques de Poitiers) | Chauvigny                          | Classé MH (1840) · Notice no PA00105409 · Notice no IA00045907 | XIe et XIIe siècles, XIVe et XVe siècles                                | 46° 34′ 09″ N, 0° 38′ 57″ E |              |
| Château fort · Ruine ou disparu                               | Château de Beauregard                               | Queaux                             | Notice no IA00047343 | XVe siècle, disparu                                                     | 46° 20′ 43″ N, 0° 38′ 08″ E |              |
| Château fort · Ruine ou disparu                               | Château de Berrie                                   | Berrie                             | Classé MH (1997) · Notice no PA00105347 | XIIIe et XIVe siècles, XIXe siècle                                      | 47° 04′ 02″ N, 0° 04′ 16″ O |              |
| Château fort · Renaissance                                    | Château du Bois-Doucet                              | Lavoux                             | Classé MH (1966) · Notice no PA00105486 · Notice no IA86000222 | XIVe et XVe siècles, XVIe et XVIIe siècles                              | 46° 35′ 18″ N, 0° 29′ 57″ E |              |
| Château fort · Ruine ou disparu                               | Château du Bois-Gourmond                            | Loudun                             | Inscrit MH (1929, 1993) · Notice no PA00105509 | XIVe et XVIe siècles                                                    | 47° 02′ 45″ N, 0° 05′ 58″ E |              |
| Château fort · Renaissance                                    | Château du Bois-Rogue                               | Loudun                             | Inscrit MH (1970) · Classé MH (1970) · Notice no PA00105499 | XIIIe et XVIe siècles                                                   | 46° 59′ 53″ N, 0° 07′ 46″ E |              |
| Château fort · Classicisme, classique                         | Château de la Bonnetière                            | La Chaussée                        | Inscrit MH (1987) · Notice no PA00105407 | XIIIe et XVIIe siècles                                                  | 46° 53′ 32″ N, 0° 05′ 39″ E |              |
| Renaissance · Ruine ou disparu                                | Château de Bonnivet                                 | Vendeuvre-du-Poitou                | Inscrit MH (2001) · Notice no PA86000014 · Notice no IA00044482 | XVIe et XVIIe siècles                                                   | 46° 43′ 34″ N, 0° 20′ 06″ E |              |
| Classicisme, classique · Ruine ou disparu                     | Château de la Bouillère                             | Valence-en-Poitou (Ceaux-en-Couhé) | « Photo », notice no AP67L04583 | détruit                                                                 | 46° 18′ 19″ N, 0° 13′ 03″ E |              |
| Manoir, gentilhommière                                        | Manoir de la Boulinière                             | Usseau                             | Notice no IA00046301 | XVIe siècle                                                             | 46° 53′ 36″ N, 0° 30′ 00″ E |              |
| Château fort · Renaissance                                    | Château de Bourg-Archambault                        | Bourg-Archambault                  | Inscrit MH (1927) · Classé MH (1986) · Notice no PA00105359 | XIIIe et XVe siècles, XVIe et XIXe siècles                              | 46° 22′ 55″ N, 1° 00′ 07″ E |              |
| Château fort · Néo-classique                                  | Château de la Brulonnière                           | Persac                             | Notice no IA00046854 | XVe et XIXe siècles                                                     | 46° 20′ 46″ N, 0° 42′ 16″ E |              |
| Château fort · Renaissance                                    | Château de Chambonneau                              | Gizay                              | Inscrit MH (1964) · Notice no PA00105462 | XIVe et XVIe siècles, XVIIe siècle                                      | 46° 27′ 24″ N, 0° 26′ 18″ E |              |
| Château fort · Ruine ou disparu                               | Château de Chamousseau                              | Queaux                             | Notice no IA00047347 | XVe siècle                                                              | 46° 18′ 06″ N, 0° 39′ 30″ E |              |
| Manoir, gentilhommière                                        | Manoir de Chandoiseau (Champdoiseau)                | Les Trois-Moutiers                 | Inscrit MH (1929) · Notice no PA00105746 | XVe siècle                                                              | 47° 05′ 00″ N, 0° 02′ 49″ E |              |
| Renaissance · Ruine ou disparu                                | Château de la Chapelle Bellouin                     | La Roche-Rigault                   | Inscrit MH (1932) · Notice no PA00105672 | XVIe siècle                                                             | 46° 57′ 26″ N, 0° 11′ 11″ E |              |
| Classicisme, classique                                        | Chateau du Charreau-de-Boussec                      | Chauvigny                          | Notice no IA00045946 | XVIIe et XIXe siècles                                                   | 46° 32′ 36″ N, 0° 37′ 19″ E |              |
| Château fort · Ruine ou disparu                               | Château de Château-Larcher                          | Château-Larcher                    | Classé MH (1912) · Inscrit MH (1927) · Notice no PA00105391 | Moyen Âge, dont la Tour Metgon                                          | 46° 24′ 59″ N, 0° 18′ 45″ E |              |
| Manoir, gentilhommière                                        | Manoir de Château-Larcher                           | Château-Larcher                    | Inscrit MH (1973) · Notice no PA00105396 | XVIIIe siècle                                                           | 46° 25′ 04″ N, 0° 18′ 53″ E |              |
| Néo-classique                                                 | Château de Chaumeil                                 | Persac                             | Notice no IA00046859 | XIXe siècle                                                             | 46° 20′ 37″ N, 0° 41′ 06″ E |              |
| Château fort · Forteresse, fort(ification) · Ruine ou disparu | Fortifications de Chauvigny (Tour de Flins etc.)    | Chauvigny                          | Notice no IA00045914 | XIIe et XVe siècles, plusieurs portes et tours de la ville ont survécu  | 46° 34′ 17″ N, 0° 38′ 58″ E |              |
| Classicisme, classique                                        | Château de la Chèze                                 | Latillé                            | Inscrit MH (1985, 2005) · Notice no PA00105483 | XVIIe et XIXe siècles                                                   | 46° 37′ 18″ N, 0° 05′ 01″ E |              |
| Château fort                                                  | Château de Chiré-en-Montreuil                       | Chiré-en-Montreuil                 | Inscrit MH (1998) · Notice no PA86000008 | XVe et XVIIe siècles                                                    | 46° 38′ 15″ N, 0° 07′ 39″ E |              |
| Renaissance · Néo-Renaissance                                 | Château de Chitré                                   | Vouneuil-sur-Vienne                | Inscrit MH (1988) · Classé MH (1990) · Notice no PA00105783 | XVIe et XIXe siècles                                                    | 46° 44′ 00″ N, 0° 33′ 30″ E |              |
| Château fort · Renaissance · Classicisme, classique           | Château du Cibioux                                  | Surin                              | Inscrit MH (1983) · Notice no PA00105736 | XVe et XVIe siècles. XVIIe et XVIIIe siècles                            | 46° 04′ 31″ N, 0° 21′ 47″ E |              |
| Château fort · Renaissance · Classicisme, classique           | Château de Clairvaux                                | Scorbé-Clairvaux                   | Inscrit MH (1928, 2001) · Classé MH (1929) · Notice no PA00105724 | XVe et XVIe siècles. XVIIe et XVIIIe siècles                            | 46° 48′ 26″ N, 0° 24′ 46″ E |              |
| Classicisme, classique                                        | Château des Cordeliers                              | Queaux                             | |                                                                         | 46° 20′ 49″ N, 0° 40′ 42″ E |              |
| Forteresse, fort(ification) · Ruine ou disparu                | Tour du Cordier                                     | Poitiers                           | Classé MH (1921) · Inscrit MH (1926) · Notice no PA00105788 | Moyen Âge                                                               | 46° 35′ 25″ N, 0° 20′ 25″ E |              |
| Néo-classique                                                 | Château de Coudavid                                 | Lavoux                             | | XIXe siècle                                                             | 46° 34′ 42″ N, 0° 30′ 49″ E |              |
| Classicisme, classique                                        | Château de Coulbret (Coulbré)                       | Valdivienne                        | Notice no IA00045418 | XVIIe siècle                                                            | 46° 31′ 39″ N, 0° 36′ 50″ E |              |
| Renaissance                                                   | Château de Coussay                                  | Coussay                            | Classé MH (1924, 1949) · Inscrit MH (1949) · Notice no PA00105437 | XVIe siècle                                                             | 46° 50′ 17″ N, 0° 12′ 19″ E |              |
| Renaissance                                                   | Château-Couvert                                     | Jaunay-Clan                        | Inscrit MH (1990) · Notice no PA00105471 | XVIe siècle                                                             | 46° 41′ 12″ N, 0° 22′ 20″ E |              |
| Manoir, gentilhommière                                        | Château de Cujalais                                 | Valence-en-Poitou (Ceaux-en-Couhé) | | XIIe et XIIIe siècles, XIVe siècle                                      | 46° 18′ 14″ N, 0° 15′ 25″ E |              |
| Gothique (flamboyant) · Renaissance · Résidence épiscopale    | Château de Dissay                                   | Dissay                             | Inscrit MH (1967) · Classé MH (1989) · Notice no PA00105452 | XVe et XVIIIe siècles, XIXe et XXe siècles                              | 46° 41′ 59″ N, 0° 25′ 42″ E |              |
| Manoir, gentilhommière                                        | Manoir de Dulfort                                   | Leignes-sur-Fontaine               | Notice no IA00045372 | XVe siècle                                                              | 46° 29′ 51″ N, 0° 46′ 05″ E |              |
| Maison (noble)                                                | Maison des Échevins                                 | Loudun                             | Inscrit MH (1972) · Notice no PA00105505 | XVe et XVIIe siècles, est un château                                    | 47° 00′ 24″ N, 0° 04′ 57″ E |              |
| Classicisme, classique                                        | Château d'Épanvilliers                              | Brux                               | Inscrit MH (1980, 1997) · Notice no PA00105366 | XVIIIe siècle                                                           | 46° 13′ 46″ N, 0° 13′ 29″ E |              |
| Néo-classique                                                 | Château de l'Étang                                  | Saint-Pierre-d'Exideuil            | | XIXe siècle                                                             | 46° 08′ 44″ N, 0° 15′ 00″ E |              |
| Classicisme, classique · Logis                                | Château du Fort (Logis du Fort)                     | Saint-Martin-la-Pallu (Cheneché)   | Notice no IA00044344 | XVIIe siècle                                                            | 46° 44′ 02″ N, 0° 16′ 36″ E |              |
| Château fort · Classicisme, classique                         | Château du Fou                                      | Vouneuil-sur-Vienne                | Classé MH (1953) · Inscrit MH (2010) · Notice no PA00105784 | XVe et XVIIe siècles, XIXe siècle                                       | 46° 43′ 12″ N, 0° 30′ 34″ E |              |
| Renaissance                                                   | Château de Fougeret                                 | Queaux                             | Inscrit MH (2010) · Notice no PA86000040 · Notice no IA00047358 | XVe et XVIe siècles, XIXe siècle                                        | 46° 20′ 20″ N, 0° 40′ 28″ E |              |
| Classicisme, classique                                        | Château de Galmoisin                                | Saint-Maurice-la-Clouère           | Inscrit MH (1989) · Notice no PA00105796 | XVIIe siècle                                                            | 46° 22′ 47″ N, 0° 23′ 56″ E |              |
| Château fort · Ruine ou disparu                               | Château de Gençay                                   | Gençay                             | Classé MH (1840) · Notice no PA00105459 | Moyen Âge                                                               | 46° 22′ 30″ N, 0° 24′ 05″ E |              |
| Château fort · Ruine ou disparu · Renaissance                 | Château de Gilles de Rais                           | Saint-Martin-la-Pallu (Cheneché)   | Inscrit MH (1984) · Notice no PA00105418 · Notice no IA00044359 | XIIIe et XVIe siècles, mairie                                           | 46° 44′ 12″ N, 0° 16′ 45″ E |              |
| Château fort · Ruine ou disparu                               | Château de Gouzon (Donjon de Gouzon)                | Chauvigny                          | Classé MH (1889) · Notice no PA00105411 · Notice no IA00045911 | XIe et XIIe siècles                                                     | 46° 34′ 15″ N, 0° 38′ 55″ E |              |
| Néo-classique                                                 | Château de la Grelandière                           | Coussay-les-Bois                   | | XIXe siècle                                                             | 46° 48′ 46″ N, 0° 44′ 35″ E |              |
| Classicisme, classique                                        | Chateau des Groges                                  | Chauvigny                          | Notice no IA00045949 | XVe et XVIe siècles, XVIIIe et XIXe siècles                             | 46° 34′ 25″ N, 0° 40′ 03″ E |              |
| Château fort · Ruine ou disparu                               | Château d'Harcourt                                  | Chauvigny                          | Classé MH (1840) · Notice no PA00105410 · Notice no IA00045912 | XIIIe et XVe siècles                                                    | 46° 34′ 11″ N, 0° 38′ 57″ E |              |
| Château fort · Ruine ou disparu                               | Château du Haut-Clairvaux                           | Scorbé-Clairvaux                   | Classé MH (1926) · Notice no PA00105725 | XIIe et XIIIe siècles                                                   | 46° 49′ 33″ N, 0° 25′ 04″ E |              |
| Classicisme, classique                                        | Château de la Jarrige                               | Pressac                            | |                                                                         | 46° 05′ 06″ N, 0° 34′ 51″ E |              |
| Néo-classique                                                 | Château de Jarrige (de Jarriges)                    | Leignes-sur-Fontaine               | Notice no IA00045373 | XVIIIe siècle                                                           |                             |              |
| Château fort · Ruine ou disparu · Classicisme, classique      | Château de Labarom (Hôtel de la Baron)              | Saint-Martin-la-Pallu (Cheneché)   | Inscrit MH (1989, 2006) · Notice no PA00105791 · Notice no IA00044347                                                                                                   | XVe et XVIe siècles, XVIIe siècle                                       | 46° 45′ 06″ N, 0° 16′ 27″ E |              |
| Renaissance · Néo-Renaissance                                 | Château de la Lande                                 | Montmorillon                       | Notice no IA00046640 | XVIe et XIXe siècles                                                    | 46° 23′ 52″ N, 0° 54′ 08″ E |              |
| Renaissance                                                   | Château de Léray                                    | Saint-Pierre-d'Exideuil            | « Photo », notice no AP12R061023 | XVIe et XVIIe siècles                                                   | 46° 08′ 29″ N, 0° 14′ 42″ E |              |
| Château fort · Ruine ou disparu                               | Château de Loudun                                   | Loudun                             | Classé MH (1877) · Notice no PA00105498 | Moyen Âge                                                               | 47° 00′ 37″ N, 0° 04′ 48″ E |              |
| Forteresse, fort(ification) · Ruine ou disparu                | Fortifications de Loudun (Porte du Martray etc.)    | Loudun                             | Classé MH (1946) · Notice no PA00105508 · Inscrit MH (1948) · Notice no PA00105504                                                                                      | Moyen Âge                                                               | 47° 00′ 36″ N, 0° 04′ 26″ E |              |
| Château fort · Ruine ou disparu                               | Château de Lusignan                                 | Lusignan                           | Inscrit MH (1997) · Notice no PA86000005 | XIe et XVIIe siècles, détruit                                           | 46° 26′ 16″ N, 0° 07′ 42″ E |              |
| Château fort · Ruine ou disparu                               | Château de Marconnay                                | Sanxay                             | Classé MH (1929, 2005) · Notice no PA00105717 | XVe et XVIe siècles, XVIIe et XVIIIe siècles, XIXe siècle               | 46° 31′ 05″ N, 0° 00′ 51″ O |              |
| Renaissance                                                   | Château de la Massardière                           | Thuré                              | Classé MH (1932, 1962) · Notice no PA00105741 | XVe et XVIe siècles, XVIIe siècle                                       | 46° 50′ 25″ N, 0° 27′ 21″ E |              |
| Renaissance                                                   | Château de Masseuil                                 | Quinçay                            | Inscrit MH (1963) · Notice no PA00105665 | XVe siècle                                                              | 46° 37′ 35″ N, 0° 12′ 47″ E |              |
| Château fort · Ruine ou disparu                               | Château de la Messelière                            | Queaux                             | Inscrit MH (1930) · Notice no PA00105664 | XVe siècle                                                              | 46° 17′ 27″ N, 0° 40′ 37″ E |              |
| Classicisme, classique                                        | Château de la Minauderie                            | Poitiers                           | Inscrit MH (1968) · Notice no PA00105590 | XVIIe siècle                                                            | 46° 35′ 10″ N, 0° 24′ 29″ E |              |
| Château fort · Ruine ou disparu                               | Donjon de Moncontour                                | Moncontour                         | Classé MH (1877) · Inscrit MH (1995) · Notice no PA00105538 | XIIe et XIIIe siècles, XIVe siècle                                      | 46° 52′ 56″ N, 0° 00′ 53″ O |              |
| Château fort · Renaissance                                    | Château de Monthoiron                               | Monthoiron                         | Inscrit MH (1993) · Classé MH (1996) · Notice no PA00125695 | XVe et XVIe siècles                                                     | 46° 43′ 59″ N, 0° 36′ 42″ E |              |
| Château fort · Ruine ou disparu                               | Château de Montléon                                 | Chauvigny                          | Notice no IA00045915 | XIe siècle                                                              | 46° 34′ 13″ N, 0° 38′ 55″ E |              |
| Renaissance · Ruine ou disparu                                | Château de Montpensier                              | Vézières                           | Inscrit MH (1949) · Notice no PA00105769 | XVe siècle                                                              | 47° 06′ 49″ N, 0° 07′ 53″ E |              |
| Château fort · Ruine ou disparu                               | Château de Montreuil-Bonnin                         | Montreuil-Bonnin                   | Classé MH (1840) · Notice no PA00105554 | Moyen Âge                                                               | 46° 33′ 04″ N, 0° 08′ 28″ E |              |
| Classicisme, classique · Ruine ou disparu                     | Château de Monts                                    | Valence-en-Poitou (Ceaux-en-Couhé) | « Photo », notice no AP67L04588 | détruit                                                                 | 46° 19′ 07″ N, 0° 15′ 22″ E |              |
| Château fort · Renaissance                                    | Château de Monts-sur-Guesnes                        | Monts-sur-Guesnes                  | Classé MH (1979) · Notice no PA00105556 | XIVe et XVe siècles, XVIIIe siècle                                      | 46° 55′ 10″ N, 0° 12′ 40″ E |              |
| Château fort · Néo-gothique                                   | Château de Morthemer                                | Valdivienne                        | Inscrit MH (1927, 2008) · Notice no PA00105752 | Moyen Âge, XIXe siècle                                                  | 46° 28′ 29″ N, 0° 36′ 45″ E |              |
| Château fort · Renaissance                                    | Château de la Mothe                                 | Persac                             | Inscrit MH (1984) · Notice no PA00105577 · Notice no IA00046838 | XVe et XVIe siècles, XIXe siècle                                        | 46° 20′ 43″ N, 0° 42′ 25″ E |              |
| Château fort · Néo-gothique · Ruine ou disparu                | Château de la Mothe-Chandeniers                     | Les Trois-Moutiers                 | « Vieille photo 1 », notice no AP67L02252 « Vieille photo 2 », notice no AP67L02258 « Vieille photo 3 », notice no AP67L02262 « Vieille photo 4 », notice no AP67L02257 | Moyen Âge, XIXe siècle                                                  | 47° 05′ 32″ N, 0° 01′ 57″ E |              |
| Château fort · Néo-gothique                                   | Château de la Motte                                 | Usseau                             | Inscrit MH (2004) · Notice no PA00105748 · Notice no IA00046291 | XVe et XIXe siècles                                                     | 46° 52′ 47″ N, 0° 30′ 31″ E |              |
| Manoir, gentilhommière                                        | Manoir du Moulin de Roche                           | Leignes-sur-Fontaine               | Notice no IA00045375 | XVe et XVIIIe siècles                                                   | 46° 30′ 23″ N, 0° 49′ 34″ E |              |
| Néo-classique                                                 | Château de Oranville                                | Persac                             | Notice no IA00046866 | XVIIIe et XIXe siècles                                                  | 46° 19′ 33″ N, 0° 44′ 25″ E |              |
| Classicisme, classique                                        | Château des Ormes                                   | Ormes                              | Inscrit MH (2005) · Classé MH (2012) · Notice no PA00105572 · Notice no IA86000547                                                                                      | XVIIe et XVIIIe siècles, XIXe et XXe siècles                            | 46° 58′ 30″ N, 0° 36′ 05″ E |              |
| Classicisme, classique                                        | Château de la Pilatière                             | Persac                             | Notice no IA00046868 | XVIIe et XIXe siècles                                                   | 46° 19′ 29″ N, 0° 45′ 55″ E |              |
| Classicisme, classique · Ruine ou disparu                     | Château de Pindray                                  | Pindray                            | Notice no IA00044789 | XVIIe et XIXe siècles                                                   | 46° 29′ 31″ N, 0° 48′ 52″ E |              |
| Classicisme, classique                                        | Château du Poiron                                   | Valdivienne                        | Notice no IA00045421 | XVe et XVIIe siècles, XVIIIe et XIXe siècles                            | 46° 31′ 51″ N, 0° 38′ 11″ E |              |
| Château fort · Ruine ou disparu                               | Château triangulaire de Poitiers                    | Poitiers                           | | XIVe siècle, détruit                                                    | 46° 35′ 27″ N, 0° 20′ 29″ E |              |
| Palais                                                        | Palais des comtes de Poitiers                       | Poitiers                           | Classé MH (1862, 1930) · Inscrit MH (1957) · Notice no PA00105653 | Moyen Âge                                                               | 46° 34′ 58″ N, 0° 20′ 33″ E |              |
| Château fort · Renaissance                                    | Château de Pruniers                                 | Pindray                            | Inscrit MH (1973) · Notice no PA00105579 | Moyen Âge, XVIe siècle                                                  | 46° 27′ 56″ N, 0° 51′ 19″ E |              |
| Néo-classique                                                 | Château de Puirajoux                                | Queaux                             | Notice no IA00047365 | XIXe siècle                                                             | 46° 19′ 23″ N, 0° 39′ 50″ E |              |
| Néo-classique                                                 | Château de Purnon                                   | Verrue                             | Inscrit MH (1992) · Classé MH (1995) · Notice no PA00105768 | XVIIIe et XIXe siècles, XXe siècle                                      | 46° 52′ 14″ N, 0° 10′ 50″ E |              |
| Château fort · Ruine ou disparu                               | Château de Puygarreau                               | Saint-Genest-d'Ambière             | Inscrit MH (1988) · Notice no PA00105687 | XVe et XVIIe siècles                                                    | 46° 51′ 27″ N, 0° 21′ 37″ E |              |
| Classicisme, classique                                        | Château de la Réauté                                | Ligugé                             | Inscrit MH (1969, 1993) · Notice no PA00105496 | XVIIe et XVIIIe siècles                                                 | 46° 30′ 54″ N, 0° 19′ 47″ E |              |
| Néo-gothique                                                  | Château de Remeneuil                                | Usseau                             | Notice no IA00046293 | XIXe siècle                                                             | 46° 51′ 58″ N, 0° 28′ 57″ E |              |
| Classicisme, classique                                        | Chateau de la Rivière-au-Chiray                     | Chauvigny                          | Notice no IA00045950 | XVe et XVIIe siècles, XIXe siècle                                       | 46° 33′ 13″ N, 0° 37′ 48″ E |              |
| Classicisme, classique                                        | Château des Robinières                              | Scorbé-Clairvaux                   | Inscrit MH (1984) · Notice no PA00105726 | XVIe et XVIIe siècles                                                   | 46° 49′ 29″ N, 0° 25′ 15″ E |              |
| Renaissance · Classicisme, classique                          | Château de la Roche-Gençay                          | Magné                              | Inscrit MH (1981) · Notice no PA00105517 | XVe et XVIe siècles, XVIIe et XVIIIe siècles, musée de l'Ordre de Malte | 46° 21′ 54″ N, 0° 23′ 59″ E |              |
| Néo-classique                                                 | Château des Sablonnières                            | Queaux                             | Notice no IA00047370 | XIXe siècle                                                             | 46° 20′ 37″ N, 0° 40′ 32″ E |              |
| Château fort · Ruine ou disparu                               | Donjon de Saint-Cassien                             | Angliers                           | Inscrit MH (1987) · Notice no PA00105328 | XIVe siècle                                                             | 46° 56′ 57″ N, 0° 04′ 53″ E |              |
| Classicisme, classique                                        | Château de Saint-Martin la Rivière                  | Valdivienne                        | Notice no IA00045413 | XVIIe siècle                                                            | 46° 30′ 34″ N, 0° 38′ 04″ E |              |
| Château fort · Renaissance                                    | Château de Targé                                    | Châtellerault                      | Inscrit MH (1972) · Notice no PA00105738 | Moyen Âge, XVIe et XVIIIe siècles                                       | 46° 47′ 20″ N, 0° 34′ 33″ E |              |
| Commanderie · Ruine ou disparu                                | Commanderie de templiers                            | Loudun                             | Inscrit MH (1995) · Notice no PA00135596 | XIIIe siècle                                                            | 47° 00′ 31″ N, 0° 05′ 09″ E |              |
| Renaissance · Néo-gothique                                    | Château de Ternay                                   | Ternay                             | Inscrit MH (1994) · Classé MH (1996) · Notice no PA00105739 | XVe et XIXe siècles                                                     | 47° 02′ 22″ N, 0° 02′ 29″ O |              |
| Manoir, gentilhommière                                        | Manoir de la Thibaudière                            | Tercé                              | Inscrit MH (1995) · Notice no PA86000003 · Notice no IA86000296 | XVIIIe siècle                                                           | 46° 30′ 43″ N, 0° 35′ 32″ E |              |
| Néo-classique                                                 | Château de la Touche                                | Queaux                             | Notice no IA00047372 | XIXe siècle                                                             | 46° 20′ 06″ N, 0° 36′ 51″ E |              |
| Château fort · Renaissance                                    | Château de Touffou                                  | Bonnes                             | Classé MH (1923, 1994) · Inscrit MH (1992) · Notice no PA00105353 · Notice no IA86000352 · Notice no IA86000353 · Notice no IA86000354                                  | XIIe et XIVe siècles, XVIe siècle                                       | 46° 37′ 00″ N, 0° 35′ 23″ E |              |
| Renaissance · Classicisme, classique                          | Château de la Tourderie (la Tour-de-Ry)             | Coussay                            | Inscrit MH (1993) · Classé MH (1995) · Notice no PA00105438 | XVe et XVIe siècles, XVIIe et XVIIIe siècles                            | 46° 49′ 35″ N, 0° 13′ 56″ E |              |
| Néo-classique                                                 | Château du Turrault                                 | Coussay-les-Bois                   | | XIXe siècle                                                             | 46° 49′ 40″ N, 0° 43′ 12″ E |              |
| Classicisme, classique                                        | Château de Tussac                                   | Leignes-sur-Fontaine               | Notice no IA00045377 | XVIe siècle                                                             | 46° 30′ 24″ N, 0° 48′ 06″ E |              |
| Château fort                                                  | Château de Vaucour                                  | Leignes-sur-Fontaine               | Inscrit MH (1973) · Notice no PA00105488 · Notice no IA00045378 | Moyen Âge                                                               | 46° 31′ 36″ N, 0° 44′ 59″ E |              |
| Château fort · Renaissance                                    | Château de Vayres                                   | Saint-Georges-lès-Baillargeaux     | Inscrit MH (1959, 1966) · Classé MH (1994) · Notice no PA00105688 | XIVe et XVIe siècles, XVIIe siècle                                      | 46° 39′ 39″ N, 0° 23′ 24″ E |              |
| Renaissance · Gothique (flamboyant)                           | Château de la Vervolière                            | Coussay-les-Bois                   | Classé MH (1920) · Notice no PA00105440 | XVe et XVIe siècles                                                     | 46° 48′ 05″ N, 0° 45′ 08″ E |              |
| Château fort · Renaissance                                    | Tour de Viliers Boivin                              | Vézières                           | Inscrit MH (1967) · Notice no PA00105771 | XIVe et XVe siècles, XVIe siècle                                        | 47° 06′ 15″ N, 0° 06′ 46″ E |              |
| Château fort · Classicisme, classique                         | Château de Villars                                  | Persac                             | Notice no IA00046878 | XVe et XVIIe siècles, XIXe siècle                                       | 46° 22′ 09″ N, 0° 42′ 10″ E |              |
| Classicisme, classique                                        | Château de la Voux-Martin                           | Lavoux                             | Notice no IA86000220 | XVIe et XVIIIe siècles, XIXe siècle                                     | 46° 35′ 48″ N, 0° 30′ 43″ E |              |
| Classicisme, classique                                        | Château d'Yversay                                   | Yversay                            | Inscrit MH (1988) · Notice no PA00105787 · Notice no IA00044334 | XVIIIe siècle                                                           | 46° 40′ 50″ N, 0° 12′ 55″ E |              |